# اندی غربی
اِنِدی غربی (به انگلیسی: Ennedi-Ouest) یکی از منطقه‌های کشور چاد است. این منطقه در سال ۲۰۰۹ میلادی ۵۹٬۷۴۴ نفر جمعیت داشته‌است. مرز شمالی این منطقه در باریکه اوزو قرار دارد که از نظر تاریخی محل اختلاف بین چاد و لیبی است.